# Chitral Somapala

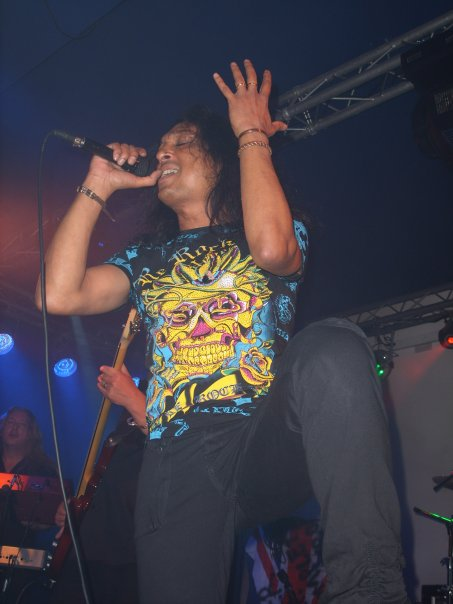
Chity Somapala

Chitral „Chity“ Somapala (* 4. November 1966 in Colombo, Ceylon) ist ein Hardrock- und Heavy-Metal-Sänger.

## Leben
Somapala wurde als viertes Kind einer Musikerfamilie geboren. Sowohl der Vater P.L.A. Somapala als auch die Mutter Chitra Somapala waren bekannte Volksmusik-Sänger in Sri Lanka. P.L.A. Somapala arbeitete außerdem als Komponist, Arrangeur und Produzent für Filmmusik. Im Alter von 10 Jahren begann Chitral ‚Chity‘ Somapala mit Gitarrenunterricht, mit 14 wechselte er zum E-Bass und begann kurz darauf zu singen. Bereits im Alter von 17 Jahren trat er mit den führenden Musikern und Bands des Landes in den Nachtclubs der Hauptstadt auf.
1985 wurde er in Sri Lanka Mitglied der alternativen Band Shock, die vom Keyboarder und Pionier der computergestützten Musikproduktion in Sri Lanka, Diliup Gabadamudalige, gegründet worden war. 1986 tourte er als Bassist und Sänger der Top-40-Band Rendezvous (später umbenannt in Friends) durch Deutschland, Österreich, Schweiz und Finnland, z. T. als Support für Bands der jeweiligen Länder.
1994 kehrte Somapala der Top-40-Szene den Rücken, um sich hauptsächlich auf eine Karriere als Hardrock-/Heavy-Metal-Sänger zu konzentrieren. 1996 trat er der deutschen Hardrock-/Underground-Band Court Jester bei, mit der er das Album Forced to believe aufnahm.
In Sri Lanka erreichte Somapala Kultstatus durch den Song Nadee Ganga Tharanaye, der ab 1998 als Fernseh-/Radio-Werbesong der ansässigen „Lion Beer“-Brauerei gesendet wurde und bis heute populär ist – einzigartig aufgrund der erstmaligen Kombination von Hardrock-Musik mit Gesang in der Landessprache Sinhala.

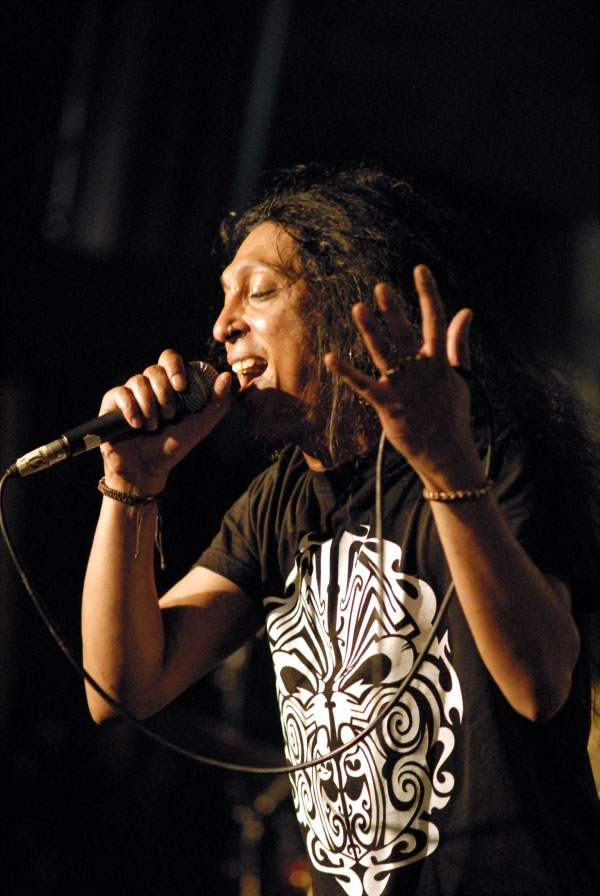
Chity Somapala Berlin 2009

Kurz darauf trat er der deutschen Melodic/Power/Prog-Rock-Band Avalon als Sänger und Frontman bei. An der Produktion war auch Charlie Bauerfeind beteiligt. Das dritte Album von Avalon, Vision Eden erhielt gute Kritiken und auf der anschließenden Vision-Eden-Tour präsentierte sich die Band als Vorgruppe für Hammerfall, Uriah Heep, Metallica, Motörhead, Royal Hunt und Pink Cream 69. Im Sommer 2000 entstand Avalons 4. Album „Eurasia“ unter der Regie von Sascha Paeth.
Neben dem Gesang musiziert Somapala auf Eurasia auch am Chapman Stick. Das Album enthält Elemente und Einflüsse der Musik aus Sri Lanka. Nach der sich anschließenden Europa-Tour mit Metalium löste sich die Band auf.
2002 komponierte Somapala den Song Greenlands Theme für die Isipathana International Rugby Championships in Sri Lanka zusammen mit dem Gitarristen Frank Rohles, einem Mitglied der deutschen Queen-Tribute-Band Innuendo. Aus dieser Zusammenarbeit resultierte die Melodic-Rock-Band Faro, die 2003 das Album Dawn of Forever bei MTM Music veröffentlichte. Im selben Jahr entstand das Album Echoes of a Nightmare mit der schwedischen Symphonic-Metal-Band Moonlight Agony.
Ende 2003 folgte Somapala einer Einladung des griechischen Gitarristen Gus G dessen Band Firewind im Januar 2004 auf einer Headlining-Tour durch Japan zu begleiten. Nach der Tour wurde Somapala festes Mitglied der Band und erarbeitete mit Gus G. das Album Forged by Fire, das es bis in die Top 100 der japanischen Charts schaffte. Nach der anschließenden Tour mit Hammerfall während der Ice Breaker Festivals verließ Somapala die Band 2005 aus persönlichen Gründen.
2006 gründete Somapala seine eigene Band Civilization One (Album Revolution Rising ersch. 2007), die 2010 wieder aufgelöst wurde.
Des Weiteren arbeitet er mit der deutschen Prog/Metal-Band Red Circuit und der britischen Classic-Rock-/Metal-Band Rekuiem, einer der Mitbegründer der New-Wave-of-British-Heavy-Metal-Bewegung aus den 1980er Jahren.
2010 wird Somapala neuer Sänger/Frontman der englischen Powermetal-Band Power Quest.
Somapala lebt in Trier und unterrichtet dort Bass und Gesang an der Modern Music School.

## Stil
Mit seiner wandlungsfähigen Stimme (vergleichbar mit Ronnie James Dio und Klaus Meine) und seinem großen Stimmumfang passt er sich jeder musikalischen Situation an, von Blues und Soul bis hin zu intensivem, aggressivem Heavy Metal, von melodischer Popmusik bis hin zu klassischem Rock.

## Diskografie
- Court Jester – Forced to Believe (Allister Records) 1996
- Avalon – Vision Eden (Omega Records) 1998
- Avalon – Eurasia (Omega Records) 2000
- Another Piece of Metal – Tribute to Scorpions (Dwell Records) 2001
- Shadowkeep – A Chaos Theory – (LMP) 2002 (Begleitgesang)
- WOLFF – Metanoia – (LEICO Music, LC-7701) 2002 – Guest Vocals (some songs)
- Faro – Dawn of Forever (MTM Music) 2003
- MTM Compilation – Volume 9 (MTM Music) 2003
- Final Chapter – The Wizard Queen (Underground Symphony) 2004 (Gastauftritt)
- Moonlight Agony – Echoes of a Nightmare (Massacre Records) 2004
- Mystic Prophecy – Never Ending (Nuclear Blast) 2004 (Begleitgesang)
- Firewind – Forged by Fire (EMI/Toshiba) 2004
- Firewind – Forged by Fire (Century Media Records) 2005
- Faro – Angelost (MTM Music) 2006
- Red Circuit – Trance State (LMP) 2006
- Civilization One – Revolution Rising (Metal Heaven) 2007
- Red Circuit – Homeland (LMP) 2009
- Civilization One – Calling The Gods (LMP) 2012
- Chitral "Chity" Somapala – Photographic Breath (AudioGate) 2012